# Ardisia lauriformis
Ardisia lauriformis är en viveväxtart som beskrevs av Pitard. Ardisia lauriformis ingår i släktet Ardisia och familjen viveväxter. Inga underarter finns listade i Catalogue of Life.